# Signalna pot PI3K/AKT/mTOR
Signalna pot PI3K/AKT/mTOR je znotrajcelična signalna pot, pomembna v uravnavanju celičnega cikla. Neposredno je vključena v celično mirovanje, proliferacijo, kancerogenezo in dolgoživost celic. Aktivacija  fosfoinozitol 3-kinaze povzroči fosforilacijo in aktivacijo protein kinaze B (AKT), s čimer se le-ta prenese na celično membrano. AKT lahko nadalje sproži različne učinke, kot so aktivacija CREB, zaviranje p27, lokalizacija FOXO v citoplazmi, aktivacija PtdIns-3ps in aktivacija mTOR (tarče rapamicina pri sesalcih), ki lahko dalje vpliva na prepisovanje p70 in 4EBP1. Poznanih je več dejavnikov, ki povečajo aktivnost signalne poti PI3K/AKT, vključno z EGF, shh, IGF-1, inzulinom in CaM. V signaliziranje preko PI3K/AKT/mTOR za uravnavanje celične presnove sta vključena tako leptin kot inzulin. Obstaja tudi več dejavnikov, ki zavirajo omenjeno signalno pot, na primer PTEN, GSK3B in HB9.
Moteno uravnavanje signalne poti je povezano s pojavom in napredovanjem različnih bolezni, kot so rak, sladkorna bolezen in srčno-žilna obolenja. Zlasti je raziskana in pojasnjena vloga signalne poti PI3K/AKT/mTOR pri različnih vrstah raka.  Posledično je ta signalna pot zanimiva tarča za razvoj zdravil proti raku. Na trgu so že različne učinkovine, ki delujejo na različne komponente signalne poti PI3K/AKT/mTOR, in sicer zaviralci mTOR (everolimus, sirolimus, temsirolimus) ter zaviralci PI3K (alpelizib, duvelizib, kopanlizib, idelalizib, umbralizib), številni pa so v razvoju, med drugim tudi zaviralci AKT.

## Proliferacija živčnih matičnih celic

### Odziv na glukozo
Pri živčnih matičnih celicah (ŽMC), matičnih celicah v živčnem tkivu odraslega, ki se lahko diferencirajo v živčne celice in celice nevroglije, je pomembno ravnovesje med ohranjanje njihove multipotentnosti s samoobnavljanjem ter proliferacijo in s tem prehod v stanje celičnega mirovanja. V tem procesu odločevanja, po kateri poti bo šel razvoj živčne matične celice, ima pomembno vlogo signalna pot PI3K/AKT. Živčne matične celice imajo sposobnost zaznavanja sprememb okolja v živčevju in nasploh v organizmu ter odzivanja na te spremembe. Kadar v telesu začasno poraste raven krvnega sladkorja, se iz trebušne slinavke sprosti inzulin. Aktivacija inzulinskih receptorjev na površini celic sproži v celici aktivacijo signalne poti PI3K/AKT, le-ta pa spodbudi proliferacijo celic. Ob visokih ravneh glukoze in obilici razpoložljive energije v organizmu se na ta način aktivira signalna pot PI3K/AKT in spodbudi proliferacijo živčnih matičnih celic. Po drugi strani je signalna pot PI3K/AKT ob manjših količinah razpoložljive energije manj aktivna in celice preidejo v mirujoče stanje. To uravnavanje poteka zlasti tako, da AKT fosforilira FOXO in ga s tem zadržuje v citoplazmi. Defosforiliran FOXO lahko iz citoplazme prehaja v celično jedro, kjer deluje kot prepisovalni dejavnik za spodbujanje izražanja različnih tumorje zavirajočih genov, kot sta p27 in p21. Ti tumorski zaviralci povzročijo, da živčne matične celice preidejo v mirujoče stanje. Pri izbitju gena FOXO se izgubi sposobnost celic, da preidejo v mirovanje, hkrati pa tudi izgubijo svoje značilne lastnosti in postanejo podobne rakavim celicam.

### PTEN
Signalna pot PI3K/AKT ima svojega naravnega zaviralca, imenovanega homolog fosfataze in tenzina (PTEN, angl. phosphatase and tensin homolog), katerega vloga je omejevanje celične proliferacije in s tem preprečevanje vznika rakavih celic. Pri poskusih z izbitjem gena PTEN je prišlo do povečanje mase možganov zaradi nenadzorovane proliferacije možganskih celic. PTEN deluje tako, da defosforilira PIP3 v PIP2, kar omeji sposobnost vezave AKT na celično membrano in posledično zmanjša njegovo aktivnost. Zmanjšano aktivnost PTEN-a lahko kompenzirajo mehanizmi navzdol po signalni poti in zato izbitje gena PTEN nima tako usodnih posledic kot izbitje gena  FOXO.

### CREB
Vezavni protein odzivnega elementa za cAMP  (CREB) je pomemben v celičnem odločanju za proliferacijo. V celicah, v katerih pride do prekomernega izražanja AKT, se poveča tudi količina CREB v primerjavi s celicami divjega tipa in take celice se pospešeno proliferirajo ter izražajo manjše količine nevroglijskih in živčnih označevalcev, kot sta GFAP in β-tubulin. CREB je namreč prepisovalni dejavnik, ki vpliva na prepisovanje ciklina A, ta pa spodbuja proliferacijo.

## Vloga pri raku
Raziskave kažejo, da je pri večini vrst raka signalna pot PI3K/AKT/mTOR pogosto prekomerno aktivirana.

### Rak jajčnika
Signalna pot PI3K/AKT/mTOR ima osrednjo vlogo pri raku jajčnika. Prav tako so pri raku jajčnika pogosto prekomerno izražene kinaze PIM in te posredno in neposredno aktivirajo mTOR in njegove navzgornje efektorje, kot je AKT. Poleg tega kinaze PIM fosforilirajo IRS, ki vpliva na PI3K. To kaže na interakcijo med PIM in signalno potjo PI3K/AKT/mTOR. Nadalje lahko AKT povzroči fosforilacijo BAD v celicah raka jajčnika. Tako PIM kot signalna pot PI3K/AKT/mTOR lahko v celicah raka jajčnika zavirata izražanje P21 in P27. To kaže na veliko verjetnost na sodelovanje kinaz PIM in signalne poti PI3K/AKT/mTOR v procesih celičnega uravnavanje pri raku jajčnika. Vendar pa doslej raziskave zdravljenja raka jajčnika z zdravili, ki vplivajo na to signalno pot, niso pokazale ustrezne učinkovitosti.

### Rak dojke
V številnih primerih raka dojke so prisotne mutacije v signalni poti PI3K/AKT/mTOR. Najpogostejše so mutacije v genu PIK3CA ter mutacije, ki povzročijo izgubo funkcije PTEN-a ali mutacije, ki povzročijo njegovo epigenetsko utišanje. Signalna pot PI3K/AKT/mTOR je prekomerno aktivirana v okoli 30−40 % vseh primerov raka dojke. Pri trojno negativnem raku dojke lahko pride do onkogene aktivacije poti PI3K/AKT/mTOR zaradi prekomerne izraženosti navzgornjih ragulatorjev te poti, kot je EGFR, aktivirajočih mutacij PIK3CA, izgube funkcije ali izražanja PTEN-a ali s prolinom bogate inozitol polifosfataze, ki zavirata PI3K.

### Urotelijski rak
Pri urotelijskem raku so pogoste mutacije pridobitve funkcije (angl. gain of function mutations) v genu za PIK3CA.

### Rak prostate
Signalna pot PI3K je eden od poglavitnih vzrokov odpornosti proti zdravilom pri raku prostate. To velja zlasti pri raku prostate, odpornem proti kastraciji, pri katerem tumor ni več občutljiv za antiandrogensko zdravljenje. Gre za posledico kompleksnega mehanizma povratne zanke med androgenskimi receptorji in signalno potjo PI3K. Kot pri drugih vrstah raka lahko pride do mutacij v ključnih genih v tej signalni poti, na primer v PIK3CA. Tudi pri raku prostate lahko pride med drugim do povečanja števila kopij PIK3CA in povečanega izražanja mRNK ter s tem povečane aktivacije signalne poti PI3K/Akt/mTOR.